# Liste von durch Kaltlufttropfen verursachten Starkregenfällen in Spanien

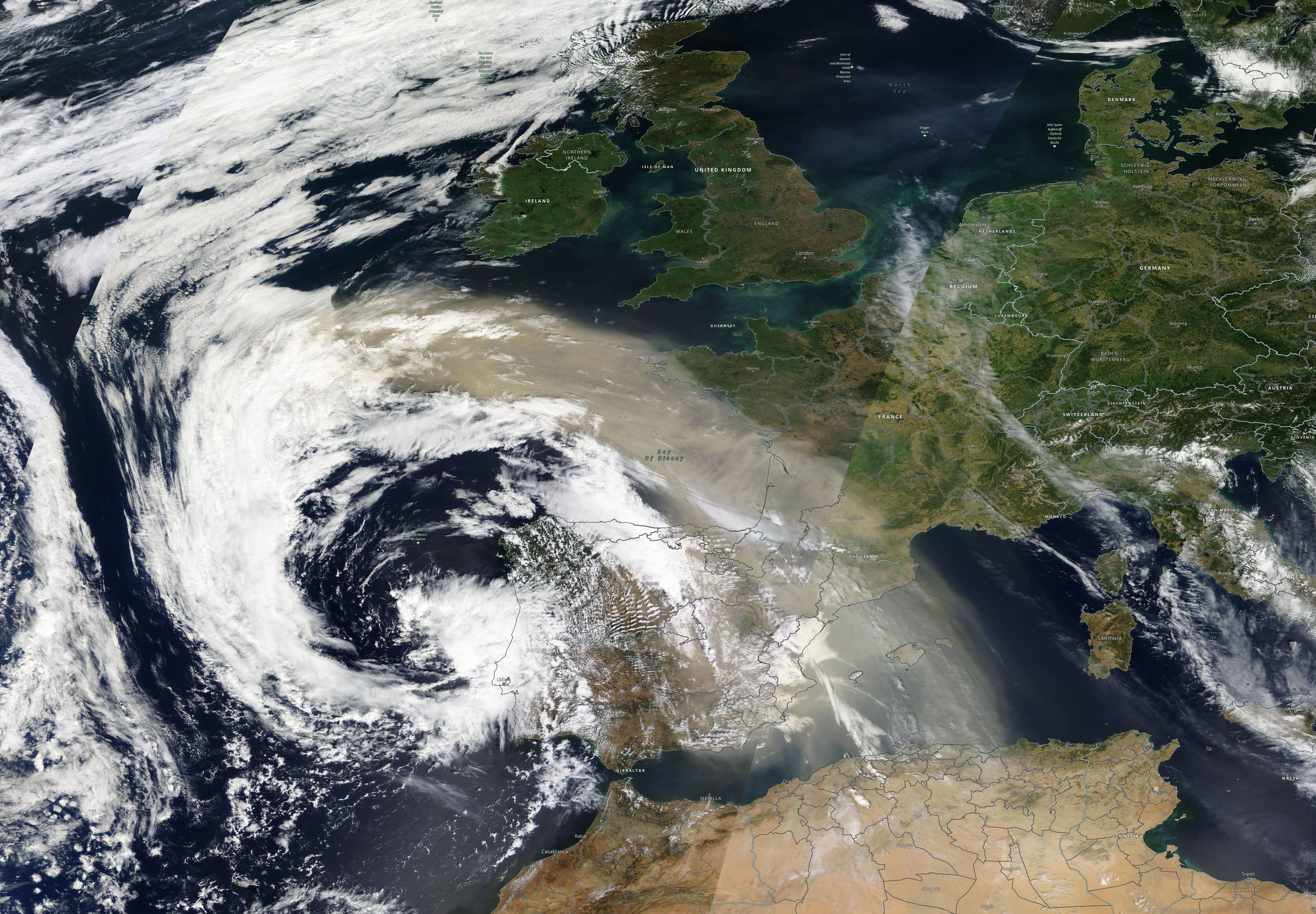
NASA Worldview-Aufnahme eines Kälteeinbruchs über dem Westen der Iberischen Halbinsel im September 2023

Die Liste von durch Kaltlufttropfen verursachten Starkregenfälle in Spanien stellt die durch Kaltlufttropfen verursachten Starkregenfälle mit folgenschweren Überschwemmungen chronologisch zusammen.
In Spanien verursachen Kaltlufttropfen speziell im Herbst immer wieder intensive Niederschläge, wenn die Oberflächentemperatur des Mittelmeeres noch relativ hoch ist und sich ein Höhentief südlich von Spanien befindet. Dann wird viel aufsteigende Feuchtigkeit durch die gegen den Uhrzeigersinn rotierenden Luftmassen über das spanische Festland befördert, wo es sintflutartig abregnen kann. Diese Wetterlagen treten auch im Atlantik auf, einschließlich den Kanarischen Inseln.
Von spanischen Meteorologen wird dieses Phänomen auch als depresión aislada en niveles altos, DANA (deutsch: „isoliertes Höhentief“) bezeichnet.

## Liste
| Datum                             | Ort(e) | Ereignis | Auswirkungen |
| --------------------------------- | --- | --- | --- |
| 13. August 1356                   | Valencia | Folgenschwere Überflutung des Rio Turia, danach wurde ein „Rat für Mauern und Wälle“ eingerichtet. | 400–500 Tote |
| 27. September 1517                | Valencia | Heftige Regenfälle ließen den Rio Turia über die Ufer treten und zerstörten zahlreiche Brücken, Mühlen und andere Gebäude in der Nähe des Flussbetts. | In der Folge starben dutzende Menschen und zahlreiche Tiere. |
| 20. Oktober 1589                  | Valencia | Eine erneute Überschwemmung gab den entscheidenden Anstoß dafür, dass es zum Bau von Dämmen des Rio Turia kam. Die Ausmaße der neuen Überschwemmung und die Gefahr einer aufbegehrenden Stadtbevölkerung veranlassten König Philipp II. dazu, per königlichem Dekret die Stadtväter Valencias zu verpflichten, „mit außerordentlicher Sorgsamkeit“ geeignete Maßnahmen zur Verhinderung einer neuen Flutkatastrophe zu ergreifen. | |
| 10. Juni 1796                     | Provinz Burgos | Ein verheerendes Wetterereignis, das den Getreideanbau schwer beeinträchtigte. | |
| 15. Oktober 1879                  | Provinz Murcia, insbesondere die Stadt Orihuela                                                                                                | Die heftigen Regenfälle führten zum Überlaufen des Rio Segura, der auf seinem Weg durch bewohnte Gebiete eine zerstörerische Kraft erlangte. | Mehr als tausend Tote und große materielle Verluste |
| 11. September 1891                | Südosten Spaniens, insbesondere die Städte Adra, Gádor und Benahadux                                                                           | Plötzliche Überschwemmung der Almería Rambla und anderer Kanäle in der Region. Die örtlichen Behörden verfügten weder über wirksame Warnsysteme noch über eine angemessene Infrastruktur, um ein Ereignis dieser Größenordnung zu bewältigen. | Mehrere Straßen und Gebäude wurden zerstört oder schwer beschädigt, mehr als einhundert Todesfälle. |
| Ende September 1949               | Valencia | Schwere Überschwemmung des Rio Turia, Hunderte bescheidener Häuser, die sich im alten Turia-Kanal befanden, wurden dem Erdboden gleichgemacht. | Hohe Opferzahl |
| 14. Oktober 1957                  | Valencia | Durch einen starken Kälteeinbruch und 300 l/m² Niederschlag trat der Rio Turia über die Ufer. In weniger als 24 Stunden wurde die Stadt vollständig überschwemmt und in den Vierteln, die dem Fluss am nächsten liegen, erreichte der Wasserstand fünf Meter. Die Überschwemmung zeigte die Anfälligkeit der Stadt gegenüber Extremereignissen. Als Gegenmaßnahme sollte der Flusslauf des Turia in den Süden der Stadt umgeleitet werden. | Tod von mindestens 81 Menschen und Zerstörung von Häusern und Infrastruktur |
| 25. September 1962                | Region Vallés von Barcelona | Die Überschwemmungen von Region Vallés gelten als die verheerendsten Überschwemmungen in der Geschichte Spaniens. Bei Niederschlägen von 212 l/m² in weniger als drei Stunden traten die Flüsse Llobregat und Besós über ihre Ufer und betrafen die Gemeinden Tarrasa, Rubí, Sabadell, Sant Quirze del Vallès, Cerdanyola del Vallès, Ripollet, Mollet del Vallès und Sant Adrià del Besós. Zu Überschwemmungen kam es auch auf den Balearen (Palma de Mallorca und Andrach). | Zwischen 600 und 1.000 Todesopfer. |
| Oktober 1963                      | Murcia (Region) und Almería | Schwere Überschwemmungen verursachten große Schäden. | 300 Todesopfer |
| September 1973                    | Gemeinde Albuñol an der Küste Granadas sowie Murcia und Almería                                                                                | Schwere Überschwemmungen | 250 Tote |
| 20. Oktober 1982                  | Region La Ribera | Am 19. und 20. Oktober kam es im gesamten Osten Spaniens zu einer regelrechten Sintflut. Die Niederschlagsmenge überstieg im größten Teil des Júcar-Beckens 100 mm und in einem Gebiet von 700 km² stromaufwärts der Tous-Talsperre 600 mm. Die enorme Wassermenge, die der Talsperre zufloss, überstieg die vorgesehene maximale Durchflussmenge der Talsperre von 7.800 m³/s und ließ den Staudamm überlaufen, der baulich in einem schlechten Zustand war. Es stellte sich heraus, dass sich die Schleusentore nicht öffnen ließen, da der Regen zu einem Stromausfall führte und das Notstromaggregat infolge der Überschwemmung ausfiel. Kurz nach 19 Uhr am 20. Oktober stürzte das Mauerwerk des Dammes ein, woraufhin die 120 Millionen Kubikmeter gestautes Wasser kurzfristig freigesetzt wurden (geschätzte Abflussrate 16.000 m³/s). Das Wasser verwüstete die Regionen Ribera Alta und Ribera Baixa. In den Städten Sumacárcel, Gavarda und Beneixida, die dem Staudamm am nächsten liegen, erreichte das Wasser eine Höhe von acht Metern. In den Städten Carcaixent und Alcira wurden vier Meter überschritten. Die Bevölkerung musste in die nahegelegenen Berge flüchten, da das Wasser in vielen Stadtteilen bis zum ersten Stockwerk reichte. | 40 Menschen starben. |
| 26. August 1983                   | Bilbao | Bei der bislang größten Naturkatastrophe im Baskenland konzentrierte sich ein Großteil der Schäden auf Bilbao, es waren jedoch 101 baskische Städte betroffen, insbesondere in Bizkaia und Álava. In 24 Stunden regneten auf Bilbao 503 l/m², eine enorme Menge, die noch nie zuvor erreicht wurde. Durch die Regenfälle stieg in Bilbao das Wasser in einigen Teilen der Hauptstadt auf eine Höhe von 3 Metern. | 34 Todesfälle und 5 Vermisste |
| 3. November 1987                  | Gandía und Oliva | In Gandía und Oliva überstiegen die Regenfälle 500 l/m² und verwüsteten die Region Safor. In Oliva wurde der spanische Rekord für die Regenmenge in 24 Stunden erreicht: 817 l/m² | |
| 6. September 1989                 | Balearen-Regionen um Manacor und Felanitx | 188 l/m² in Manacor und 192 l/m² in Porto Cristo (Mallorca). Die Torrentes, die künstlichen Wasserläufe, führten innerhalb weniger Stunden so viel Wasser, dass sie über die Ufer traten, Felder und Buchten ebenso überschwemmten wie einen Teil des Stadtkerns von Manacor. | 3 Todesopfer |
| 14. November bis 8. Dezember 1989 | Malaga | Ein Tag vor den starken Niederschlägen baute ein Oststurm am Strand von Malagueta Wellen von 6,5 Metern auf und verursachte schwere Schäden an der Küste und den Promenaden. Am 14. November ergossen sich 150 l/m² über der Stadt. In wenigen Minuten war die Stadt in völlige Dunkelheit getaucht. Das Wasser strömte mit hoher Geschwindigkeit durch die Stadt, an den Häusern stand das Wasser einen halben Meter hoch. Am 15. und 17., dann am 26. und 27. November und am 8. Dezember folgten heftige Regenfälle. | 8 Menschen starben, der materielle Schaden war enorm. |
| August 1996                       | Biescas in der Provinz Huesca | Große Überschwemmung in der Arás-Schlucht verwüstet den Campingplatz Las Nieves an der Mündung des Flusses Gállego in der Stadt Biescas. | 34 Tote und fünf Vermisste |
| 30. September 1997                | Alicante und der Süden der Provinz Valencia | Alicante erlebte das schwerste Unwetter seit Beginn der Wetteraufzeichnungen, innerhalb von 6 Stunden fiel 270 mm Regen, was zu Überschwemmungen führte. | 5 Todesfälle, schwere Gebäudeschäden in der Stadt |
| 5. und 6. November 1997           | Extremadura, insbesondere Badajoz | Innerhalb von vier Stunden ergossen sich 156 l/m² über Badajoz, 1.200 Familien verloren dort ihr Zuhause. | 25 Tote |
| Oktober 2000                      | Castellón und nördlich von Valencia | Eine lange Kälteperiode verursachte in drei Tagen akkumulierte Niederschläge von mehr als 600 l/m², die Flüsse wie Palancia, Veo und Mijares traten über die Ufer und verursachten schwere Schäden. Überschwemmungen in Onda, Nules, Castellón und Vall de Uxó standen kurz davor, die Stauseen María Cristina und Benitandús zu zerstören. | |
| 31. März 2002                     | Teneriffa | Kaltlufttropfen verursachten im Großraum Santa Cruz de Tenerife sintflutartige Regenfälle, 232,6 l/m² in 24 h und 129,9 l/m² in 1 Stunde | 7 Tote und Sachschäden in der Höhe von 90 Millionen Euro |
| 12. und 13. Oktober 2007          | Marina Alta | Der Kälteeinbruch überstieg in den Orten Parcent, L'Atzúbia, Murla und Vall d'Ebo 450 mm Niederschlag (in etwa 15 Stunden) und verursachte die bisher größte Überschwemmung des Rio Girona, die Zerstörung der Beniarbeig-Brücke und die Überschwemmung eines großen Teils von Beniarbeig. | 1 Todesfall |
| 28. September 2012                | Vera und Cuevas del Almanzora | Ein heftiger, mehrere Stunden andauernder Regen forderte Todesopfer und verursachte zahlreiche Sachschäden. | 4 Tote |
| 30. September 2012                | Region Murcia | Im Guadalentín-Tal, insbesondere auf der Rambla de Nogalte, zerstörte Straßen und Hunderte betroffene Häuser, Einsturz der Autobahnbrücke in Puerto Lumbreras | 7 Todesopfer, Tausende Tiere kamen um. |
| 9. Oktober 2018                   | Mallorca | 220 mm Niederschlag löst Überschwemmungen aus. | 13 Todesopfer |
| September 2019                    | Region Murcia, Albacete, Almería und Balearen                                                                                                  | 300 mm und mehr Niederschlag führte zum Überlaufen der Flüsse Clariano in Onteniente und des Segura sowie des Almansa-Stausees. Am schlimmsten betroffen war die Stadt Orihuela und das Umland mit mehr als 500 mm Niederschlag und der Überschwemmung zahlreicher städtischer Zentren sowie mehr als 5.000 Hektar Obstplantagen. | 7 Todesfälle, der Schaden wurde auf 170 bis 190 Millionen Euro geschätzt. |
| Januar 2020                       | Gesamte spanische Mittelmeerküste, hauptsächlich die Balearen, Katalonien und die Autonome Gemeinschaft Valencia                               | In sieben Messstationen wurden von 19. bis 23. Januar mehr als 300 l/m² Niederschlag gemessen, in Barx 433 l/m². Schwere Schäden verursachten bis zu 7 Meter hohe Wellen in Küstennähe. Zahlreiche Flüsse führten Hochwasser, teilweise kam es zu schweren Überschwemmungen. Mehrere Brücken wurden von den Wassermassen zerstört. Straßen und Bahnstrecken mussten gesperrt werden. Es kam zu Ausfällen in Strom-, Wasser- und Mobilfunknetzen. Am 21. Januar waren vorübergehend 220.000 Menschen ohne Strom. | 14 Todesopfer und 82 Verletzte, der Schaden wurde auf mehr als 200 Millionen US-Dollar geschätzt. |
| 2. und 4. September 2023          | Ein Großteil der Iberischen Halbinsel, insbesondere die Provinzen Toledo und Madrid sowie Punkte in den Provinzen Tarragona, Segovia und Cádiz | Starke Niederschläge ergaben innerhalb von 24 Stunden bis zu 215 l/m², dabei wurden zahlreiche Häuser überflutet, Straßen und Bahnlinien mussten gesperrt werden. | 6 Todesfälle |
| 29. Oktober bis 2. November 2024  | Valencia, Málaga, Albacete und Cuenca | Großflächige Überschwemmungen richteten besonders in den Regionen Valencia, Andalusien und Murcia schwere Schäden an. In kurzer Zeit fielen Regenmengen von bis zu 422 mm in 8 Stunden, die Sturzfluten und Schlammlawinen auslösten und zahlreiche Menschen in Wohnungen oder Autos einschlossen. | Mit mindestens 230 Toten, davon mindestens 222 in der Region Valencia sowie 5 Vermissten (Stand 7. November 2024), ist es eine der opferreichsten Flutkatastrophen in der modernen Geschichte Spaniens. |
| 13. November 2024                 | Málaga | Bei heftigen und anhaltenden Regenfällen wurde Malaga von den schlimmsten Überschwemmungen seit 35 Jahren heimgesucht. Mehrere überlaufende Flüsse zwangen die Evakuierung von mehr als 4.200 Menschen aus ihren Häusern an den Ufern der Flüsse Guadalhorce, Campanilla, Vélez und Benamargosa. Viele Straßen verwandelten sich in knietiefe Gewässer. Zusätzlich sorgten mehrere Tornados für Hochrisikosituationen. | Keine Unfalltote |